# Сарня-Зволя
Сарня-Зволя (пол. Sarnia Zwola) — село в Польщі, у гміні Васнюв Островецького повіту Свентокшиського воєводства.
Населення — 266 осіб (2011).
У 1975-1998 роках село належало до Келецького воєводства.

## Демографія
Демографічна структура на день 31 березня 2011 року:
|          | Загалом | Допрацездатний вік | Працездатний вік | Постпрацездатний вік |
| -------- | ------- | ------------------ | ---------------- | -------------------- |
| Чоловіки | 141     | 34                 | 91               | 16                   |
| Жінки    | 125     | 19                 | 76               | 30                   |
| Разом    | 266     | 53                 | 167              | 46                   |